# Jakob Renz
Jakob Renz (* 18. März 1866 in Eppingen; † 25. Januar 1951 in Mosbach) war von 1902 bis 1924 hauptamtlicher Bürgermeister von Mosbach. Nach dem Ende seiner Dienstzeit machte er sich insbesondere um die Herausgabe heimatkundlicher Schriften verdient und wurde 1931 zum Ehrenbürger von Mosbach ernannt.

## Familie
Jakob Renz war der Sohn des Johann Ulrich Renz (* 23. April 1837 in Eppingen; † 4. August 1905 ebenda) und der Eva Margarete geborene Zaiß (* 29. September 1844 in Eppingen; † 9. April 1913 ebenda). Er wuchs mit acht Geschwistern auf. Über den Beruf des Vaters gibt es abweichende Angaben, er wird in Renz' Personalakten als Feldhüter, Schuldiener und Briefbote genannt und hat diese Tätigkeiten wohl gleichzeitig ausgeübt. Die Familie lebte in Armut.

## Leben
Renz besuchte von 1872 bis 1876 die Volksschule in Eppingen und anschließend bis 1883 die Höhere Bürgerschule, die er während der Obertertia verließ, da seine mittellosen Eltern keinen weiteren Schulbesuch finanzieren konnten. Das Großherzogliche Ministerium für Justiz, Kultus und Unterricht in Karlsruhe erließ ihm den weiteren Schulbesuch und kam seiner Bitte als Anstellung als Volontär und später Incipent beim Bezirksamt Eppingen nach. Dort wurde er 1885 Protokollführer. 1886/87 war er Volontär beim Amtsgericht Eppingen. 1887 legte er seine Aktuarsprüfung ab und nahm als solcher eine Stelle beim Bezirksamt Pforzheim an. 1891 legte er die Prüfung zum Amtsrevidenten ab und war danach in raschem Wechsel an verschiedenen Amtsgerichten tätig, u. a. in Bretten, Wolfach, Pfullendorf, Villingen und Stockach. In Wolfach lernte er Leonie Elise Straub kennen, die er dort 1894 heiratete. Der Sohn Erwin wurde 1895 in Stockach geboren, Tochter Martha 1897. In Villingen kam 1899 der zweite Sohn Hans zur Welt.
1901 bewarb sich Renz von Villingen aus um das Amt des Mosbacher Bürgermeisters und wurde am 14. Mai 1901 vom 69-köpfigen Bürgerausschuss mit großer Mehrheit gewählt. Die Übergabe der Amtsgeschäfte erfolgte zum Jahreswechsel 1901/02. Sein Amtsvorgänger Strauß war nach etwa 20 Jahren amtsmüde geworden, eine hauptamtliche Bürgermeisterstelle war eben erst geschaffen worden, und im Mosbach der Jahrhundertwende standen große Umwälzungen bevor, wobei jedoch auch ein kompliziertes etabliertes Machtgefüge von Vereinen und Kaufleuten bestand. Von einem auswärtigen Kandidaten wie Renz erhoffte man sich frische Ideen und Tatkraft.
Noch nicht im Amt, setzte sich Renz schon für den Bau der nach wie vor umstrittenen Bahnstrecke Mosbach–Mudau ein. Ab Juni 1901 war er, ebenfalls als Nachfolger von Strauß, Gesamtvorsitzender des Eisenbahnkomitees Mosbach-Mudau. Ab 1902 war er auch Vorsitzender des Vollzugsausschusses der am Eisenbahnbau beteiligten Gemeinden. Für seinen Einsatz wurde ihm bald das Ritterkreuz II. Klasse vom Zähringer Löwen verliehen, was zwar zunächst kritisiert wurde, bald aber als Beweis seiner guten Amtsführung galt. Im weiteren Verlauf seiner Amtszeit steuerte er Industrieansiedlungen in Mosbach, förderte die Errichtung der Bergfeldsiedlung, die Anlage von Panoramaweg und Stadtgarten und wertete das Stadtbild durch die Freilegung des Fachwerks zuvor verputzter Häuser auf. Während seiner Amtszeit nahm Mosbach einen gewaltigen Aufschwung, die Einwohnerzahl wuchs um mehr als 1.000 Personen an.
Bereits während seiner Amtszeit interessierte er sich für geschichtliche Dinge; so gehen die Neuordnung des Stadtarchivs und die Gründung eines Heimatvereins auf ihn zurück. 1912 hielt er seinen ersten heimatgeschichtlichen Vortrag über Mosbachs Anfang und Entwicklung, der 1913 als erstes Heft einer von ihm begründeten Heftreihe zur Mosbacher Geschichte erschien.
1924 trat er aus gesundheitlichen Gründen vom Amt des Bürgermeisters zurück, blieb aber weiterhin Leiter des Stadtarchivs. Sein Nachfolger als Bürgermeister wurde Eugen Boulanger. Zu seinem 65. Geburtstag wurde Renz 1931 Ehrenbürger der Stadt Mosbach. In den 1930er Jahren gab er eine Reihe von Schriften zur Mosbacher Stadtgeschichte heraus, darunter vor allem die 1936 erschienene Chronik der Stadt Mosbach sowie die 1934 begonnene Schriftenreihe Mosbacher Geschichtsblätter und eine Lebensgeschichte Götz von Berlichingens, bevor die nachlassenden Kräfte seinem Schaffen ein Ende setzten.
Bereits im fortgeschrittenen Alter von über 70 Jahren trat er 1937 in die NSDAP ein, wobei kein sonstiges nationalsozialistisches Engagement von ihm bekannt ist und er der jüngeren Geschichtsschreibung daher bestenfalls als Mitläufer gilt.
Er starb 1951 und wurde auf dem Mosbacher Friedhof beigesetzt. In Mosbach ist die Bürgermeister-Renz-Straße nach ihm benannt.

## Schriften
- Alt-Mosbach, ein Stadtbild aus dem 16. Jahrhundert (1930)
- Chronik der Stadt Mosbach, Jubiläumsausgabe (1936)
- Die Geschichte der Mosbacher Berg-Allmende (1936)
- Ausführliche Lebensgeschichte des Ritters Götz von Berlichingen (1939)
- Karl Diefenbacher: Ortssippenbuch Eppingen im Kraichgau. Interessengemeinschaft Badischer Ortssippenbücher, Lahr-Dinglingen 1984 (Deutsche Ortssippenbücher, Reihe A. Band 109) (Badische Ortssippenbücher. Band 52).